# Villars-et-Villenotte
Villars-et-Villenotte è un comune francese di 167 abitanti situato nel dipartimento della Côte-d'Or nella regione della Borgogna-Franca Contea.

## Società

### Evoluzione demografica
Abitanti censiti